# Lianyungang
Lianyungang, tidigare känt som Haichow, är en stad på prefekturnivå i Jiangsu-provinsen i östra Kina.

## Administrativ indelning
Staden är indelad i tre stadsdistrikt och tre härad:
| Karta | Indelning       | Kinesiska | Pinyin       | Befolkning 2010 | Yta (km2) | Täthet   |
| Haizhou (stadsdistrikt) Lianyun (stadsdistrikt) Haizhou (stadsdistrikt) Donghai härad Ganyu (stadsdistrikt) Guanyun härad Guannan härad |                 |           |              |                 |           |          |
| --- | --------------- | --------- | ------------ | --------------- | --------- | -------- |
| Haizhou (stadsdistrikt) Lianyun (stadsdistrikt) Haizhou (stadsdistrikt) Donghai härad Ganyu (stadsdistrikt) Guanyun härad Guannan härad | Stadskärnan     |           |              |                 |           |          |
| Haizhou (stadsdistrikt) Lianyun (stadsdistrikt) Haizhou (stadsdistrikt) Donghai härad Ganyu (stadsdistrikt) Guanyun härad Guannan härad | Haizhou         | 海州区    | Hǎizhōu qū   | 818 134         | 697.28    | 1 173,32 |
| Haizhou (stadsdistrikt) Lianyun (stadsdistrikt) Haizhou (stadsdistrikt) Donghai härad Ganyu (stadsdistrikt) Guanyun härad Guannan härad | Förortsdistrikt |           |              |                 |           |          |
| Haizhou (stadsdistrikt) Lianyun (stadsdistrikt) Haizhou (stadsdistrikt) Donghai härad Ganyu (stadsdistrikt) Guanyun härad Guannan härad | Lianyun         | 连云区    | Liányún qū   | 231 697         | 404,25    | 573,15   |
| Haizhou (stadsdistrikt) Lianyun (stadsdistrikt) Haizhou (stadsdistrikt) Donghai härad Ganyu (stadsdistrikt) Guanyun härad Guannan härad | Ganyu           | 赣榆区    | Gànyú qū     | 949 438         | 1 427,27  | 665,21   |
| Haizhou (stadsdistrikt) Lianyun (stadsdistrikt) Haizhou (stadsdistrikt) Donghai härad Ganyu (stadsdistrikt) Guanyun härad Guannan härad | Härad           |           |              |                 |           |          |
| Haizhou (stadsdistrikt) Lianyun (stadsdistrikt) Haizhou (stadsdistrikt) Donghai härad Ganyu (stadsdistrikt) Guanyun härad Guannan härad | Donghai         | 东海县    | Dōnghǎi xiàn | 952 250         | 2 250,06  | 423,21   |
| Haizhou (stadsdistrikt) Lianyun (stadsdistrikt) Haizhou (stadsdistrikt) Donghai härad Ganyu (stadsdistrikt) Guanyun härad Guannan härad | Guanyun         | 灌云县    | Guànyún xiàn | 817 629         | 1 775,25  | 460,57   |
| Haizhou (stadsdistrikt) Lianyun (stadsdistrikt) Haizhou (stadsdistrikt) Donghai härad Ganyu (stadsdistrikt) Guanyun härad Guannan härad | Guannan         | 灌南县    | Guànnán xiàn | 624 766         | 1 027,02  | 608,32   |
| Haizhou (stadsdistrikt) Lianyun (stadsdistrikt) Haizhou (stadsdistrikt) Donghai härad Ganyu (stadsdistrikt) Guanyun härad Guannan härad | Total           | Total     | Total        | 4 393 914       | 7 499,91  | 585,86   |